# Abronia (botanique)
Genre
Pour les articles homonymes, voir Abronia.
Abronia est un genre de plantes de la famille des Nyctaginaceae.

## Liste d'espèces
Selon ITIS:
- Abronia alba Eastw.
- Abronia alpina Brandeg.
- Abronia ameliae Lundell
- Abronia ammophila Greene
- Abronia angustifolia Greene
- Abronia argillosa Welsh et Goodrich
- Abronia bigelovii Heimerl
- Abronia carletonii Coult. et Fisher
- Abronia elliptica A. Nels.
- Abronia fragrans Nutt. ex Hook.
- Abronia gracilis Benth.
- Abronia insularis Standl.
- Abronia latifolia Eschsch.
- Abronia macrocarpa L.A. Gal.
- Abronia maritima Nutt. ex S. Wats.
- Abronia mellifera Dougl. ex Hook.
- Abronia minor Standl.
- Abronia nana S. Wats.
- Abronia neurophylla Standl.
- Abronia platyphylla Standl.
- Abronia pogonantha Heimerl
- Abronia turbinata Torr. ex S. Wats.
- Abronia umbellata Lam.
- Abronia villosa S. Wats.